# Dendrodoa aggregata
Dendrodoa aggregata is een zakpijpensoort uit de familie van de Styelidae. De wetenschappelijke naam van de soort is voor het eerst geldig gepubliceerd in 1776 door Müller.